# The Fortunes of Perkin Warbeck

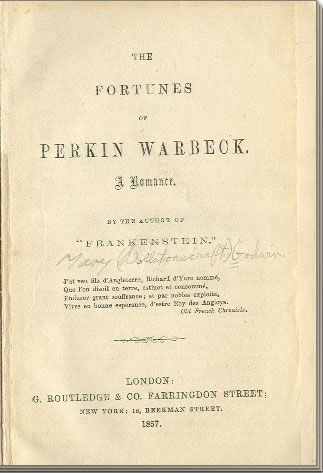
Titelseite von Perkin Warbeck, Ausgabe von 1857

 The Fortunes of Perkin Warbeck:  A Romance ist ein von Mary Shelley geschriebener historischer Roman über das Leben von Perkin Warbeck.

## Thematik
Mit diesem Roman greift Mary Shelley eine Thematik auf, die sie bereits in ihrem apokalyptischen Roman Verney, der letzte Mensch vertreten hatte: Es ist nicht möglich, ein ideales politisches System zu schaffen, wenn sich nicht auch die menschliche Natur verbessere. Der Roman ist durch die historischen Romane Walter Scotts beeinflusst, mit dem Mary Shelley in Briefkontakt stand, als sie den Roman verfasste.

## Handlung

Stammbaum der Königshäuser zum Roman soweit für das Verständnis der Zusammenhänge interessant

Die Handlung hat das Leben von Perkin Warbeck zum Thema. Diese historische Person gab sich während der Regierung von Heinrich VII. als Richard of Shrewsbury, 1. Duke of York, einer der Prinzen im Tower, aus und wäre damit der legitime Thronnachfolger gewesen. Mary Shelley ging davon aus, dass Warbeck tatsächlich der Thronerbe war und erfolgreich aus dem Tower of London entkommen war. In den zu dieser Zeit herrschenden sogenannten Rosenkriegen zwischen den Königshäusern Lancaster und York sollte Perkin Warbeck als Sohn von Eduard IV dem Haus York wieder zur Königsmacht verhelfen. Perkin Warbeck zeigt in ihrer Erzählung Charakteristika von Percy Bysshe Shelley. Mary Shelley porträtiert ihn als sympathische Figur mit einem „engelsgleichen Verhalten, unfähig jeglicher Verletzung anderer Personen“. Er wird  auf Grund seiner Empfindsamkeit zur politischen Schachfigur. Mary Shelley scheint sich vor allem mit Warbecks Frau, Lady Katherine Gordon, identifiziert zu haben. Diese überlebt den Tod ihres Mannes, weil sie sich auf Kompromisse mit seinen politischen Gegnern einlässt. Lady Gordons Charakter steht in dieser Erzählung für die Werte von Freundschaft, Häuslichkeit und Gleichberechtigung. In ihrer Person offeriert Mary Shelley eine weibliche Alternative zum männlichen Machtstreben, das Richard/Warbeck zerstört.
Perkin Warbeck wurde bei seinem Erscheinen von der Kritik wohlwollend aufgenommen. Der Edinburgh Literary Journal bezeichnet den Roman als ein Buch, das das Zeichen eines fähigen Kopfes zeige. Heute gilt der Roman als einer der nachrangigen Werke im Schaffen von Mary Shelley.

## Deutsche Übersetzung
- Perkin Warbeck. Deutsch von Nadine Erler. Verlag 28 Eichen, Barnstorf 2023.